# آخرین لحظه (فیلم ۱۳۶۷)
آخرین لحظه  فیلمی به کارگردانی فرخ انصاری بصیر و نویسندگی حسن صاحبقرانی، فرخ انصاری بصیر ساختهٔ سال ۱۳۶۷ است.

## بازیگران
- عزت اله مقبلی
- کتایون ریاحی
- صادق هاتفی
- خسرو شجاع زاده
- رضا کرم رضایی
- منوچهر آذری
- مهری ودادیان
- فرهنگ مهرپرور
- داریوش اسدزاده
- ماندانا باباجانی

## داستان
فرزامی (صادق هاتفی) در سال‌های نخست انقلاب با تصاحب دارایی همسرش(کتایون ریاحی) به آمریکا می‌رود و پس از تمام شدن پول هایش به ایران باز می‌گردد. او که تحت تاثیر فیلم های پر زدو خورد آمریکایی و هم چنین داروهای مخدر است در شب مراسم ازدواج همسر سابقش، دختر کوچک خود «گلی» را می رباید. او که خود را «رمبو» تصور می کند در این خیال است که هلی‌کوپترهای آمریکایی برای نجات او آمده اند. حادثه ای عظیم در پشت بام ساختمانی به انتظار اوست.   